# Mercuria
Mercuria is een geslacht van weekdieren uit de klasse van de Gastropoda (slakken).

## Soorten
- Mercuria anatina  Poiret, 1801
- Mercuria baccinelliana Esu & Girotti, 2015 †
- Mercuria bakeri Glöer, Boeters & Walther, 2015
- Mercuria balearica (Paladilhe, 1869)
- Mercuria boetersi Schlickum & Strauch, 1979 †
- Mercuria bourguignati Glöer, Bouzid & Boeters, 2010
- Mercuria edmundi (Boeters, 1986)
- Mercuria gauthieri Glöer, Bouzid & Boeters, 2010
- Mercuria globulina (Letourneux & Bourguignat, 1887)
- Mercuria melitensis (Paladilhe, 1869)
- Mercuria meridionalis (Risso, 1826)
- Mercuria punica (Letourneux & Bourguignat, 1887)
- Mercuria pycnocheilia (Bourguignat, 1862)
- Mercuria rolani Glöer, Boeters & Walther, 2015
- Mercuria saharica (Letourneux & Bourguignat, 1887)
- Mercuria similis (Draparnaud, 1805)
- Mercuria tachoensis (Frauenfeld, 1865)
- Mercuria targouasensis Glöer, Boeters & Walther, 2015
- Mercuria tingitana Glöer, Boeters & Walther, 2015
- Mercuria zopissa (Paulucci, 1882)